# Bombardier CRJ700
Bombardier CRJ700, CRJ900 и CRJ1000 — модели региональных самолётов на базе Bombardier CRJ200. 
Сборка самолётов производится в Монреале.

## Разработка
После успеха серии моделей CRJ100/CRJ200 Bombardier начала производство их увеличенных вариантов, призванных конкурировать с более вместительными региональными самолётами Embraer E-Jet, Fokker F70/100 и BAe 146/Avro RJ.

### CRJ700

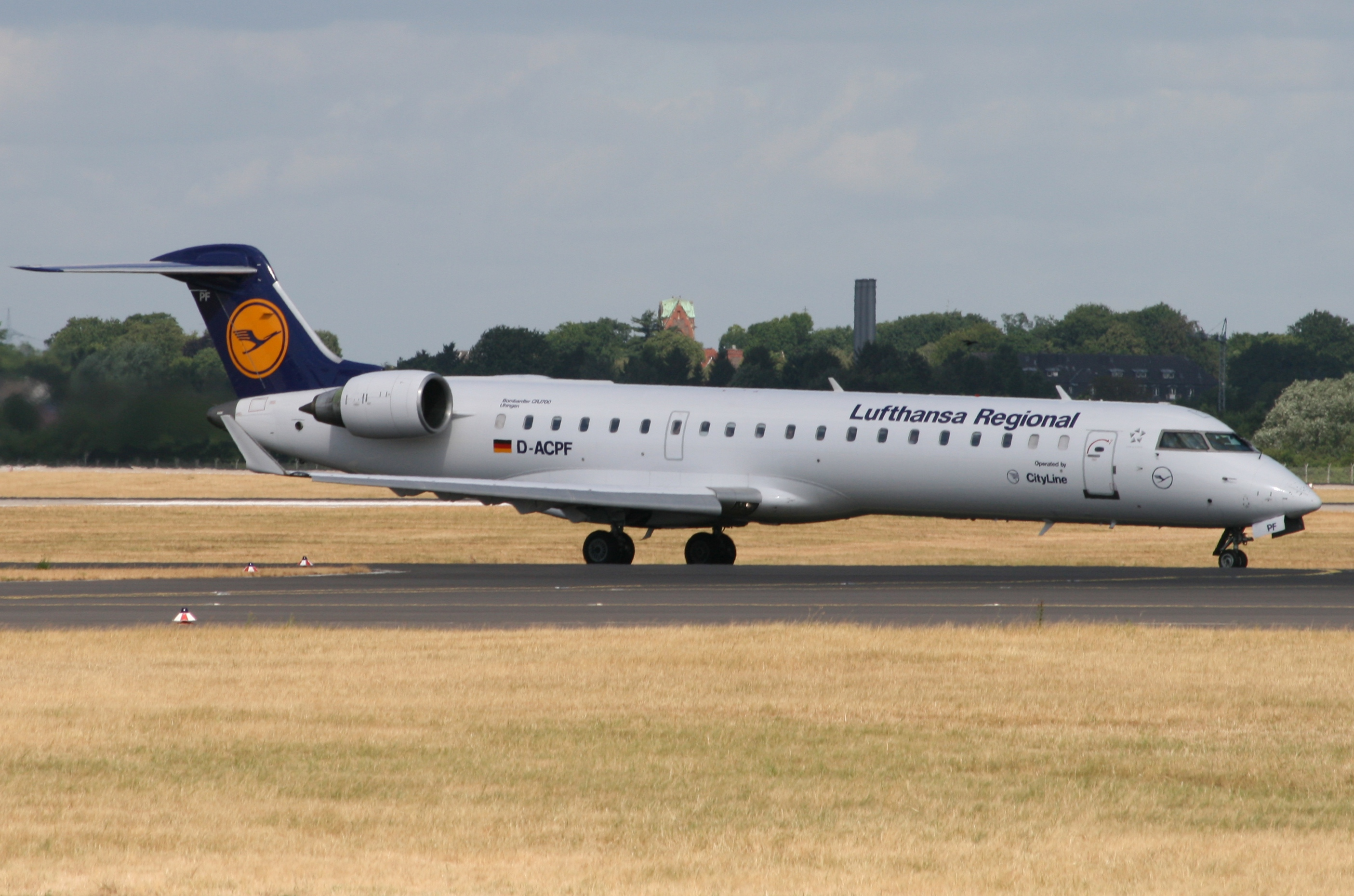
CRJ701ER авиакомпании Lufthansa

Проектные работы по CRJ700 были начаты Bombardier в 1995 году на базе версии CRJ200, официально программа была запущена в январе 1997 года. Первый полёт состоялся 27 мая 1999 года. Сертификат типа FAA обозначает CRJ700 как CL-600-2C10. Первый коммерческий рейс CRJ700 был выполнен авиакомпанией Brit Air в 2001 году.
CRJ700 имеет удлинённый и слегка расширенный фюзеляж, новое крыло с предкрылками, и  опущенную ниже, по сравнению с CRJ200, линию пола. CRJ700 комплектуются двигателями CF34-8C1 производства General Electric. Максимальная скорость составляет 895 км/ч. В зависимости от загрузки CRJ700 может иметь дальность до 3620 км; новая версия ВС с двигателями CF34-8C5 будет иметь дальность до 4660 км.

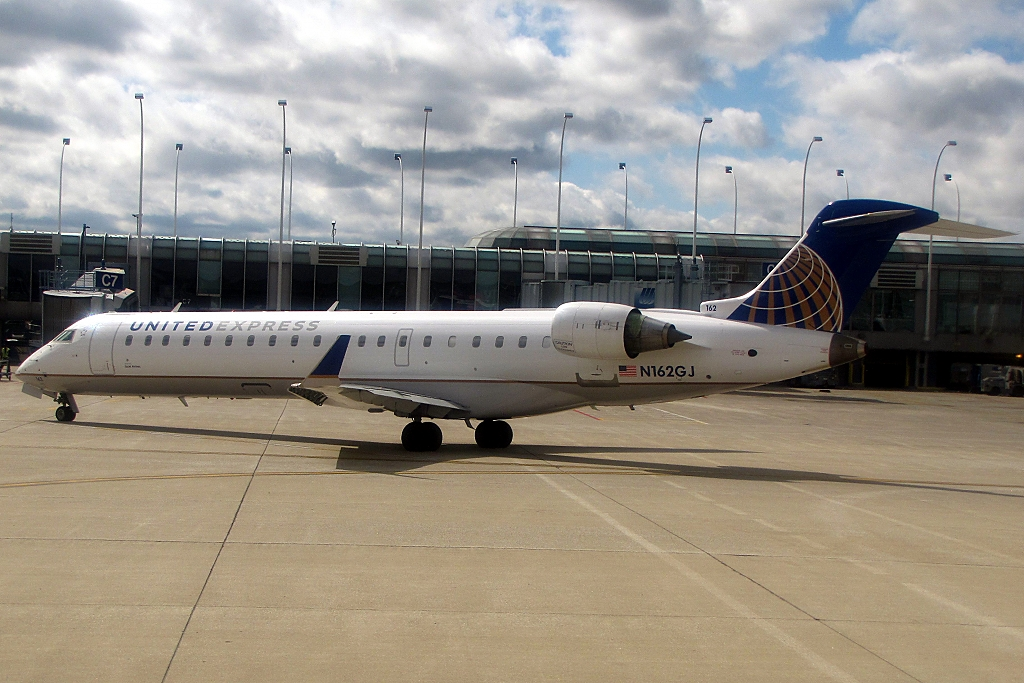
CRJ550 авиакомпании GoJet Airlines, работающей под брендом United Express

CRJ700 выпускается в трёх сериях: серия 700, с вместительностью салона до 68 мест; серия 701, с вместительностью салона до 70 мест; серия 702, с вместительностью салона до 78 мест. CRJ700 также имеет три модификации по запасу топлива и полной массе: стандартная, ER и LR. Варианты ER и LR имеют увеличенный запас топлива и взлётный вес, что позволяет повысить дальность. Также создана административно-деловая модификация самолёта, имеющая торговое название Challenger 870.
В 2008 году на смену CRJ700 пришёл CRJ700 NextGen, унифицированный с модификациями CRJ900 NextGen и CRJ1000 NextGen. В январе 2011 года SkyWest Airlines заказала четыре CRJ700 NextGen.

### CRJ550
Модификация CRJ700, имеющая в сертификате типа ограничение по пассажировместимости (не более 50 кресел) и максимальной взлётной массе (не более 65 000 фунтов (29 483 кг) по сравнению с 75 000 фунтов (34 019 кг) у CRJ700). Разработан специально для рынка США для выполнения условий scope clause. Все CRJ550 были произведены путём конвертации существующих CRJ700. Согласно сертификации Министерства транспорта Канады и американского Федерального управления гражданской авиации, имеет обозначение CL-600-2C11. Не был сертифицирован Европейским агентством безопасности полётов.

### CRJ900

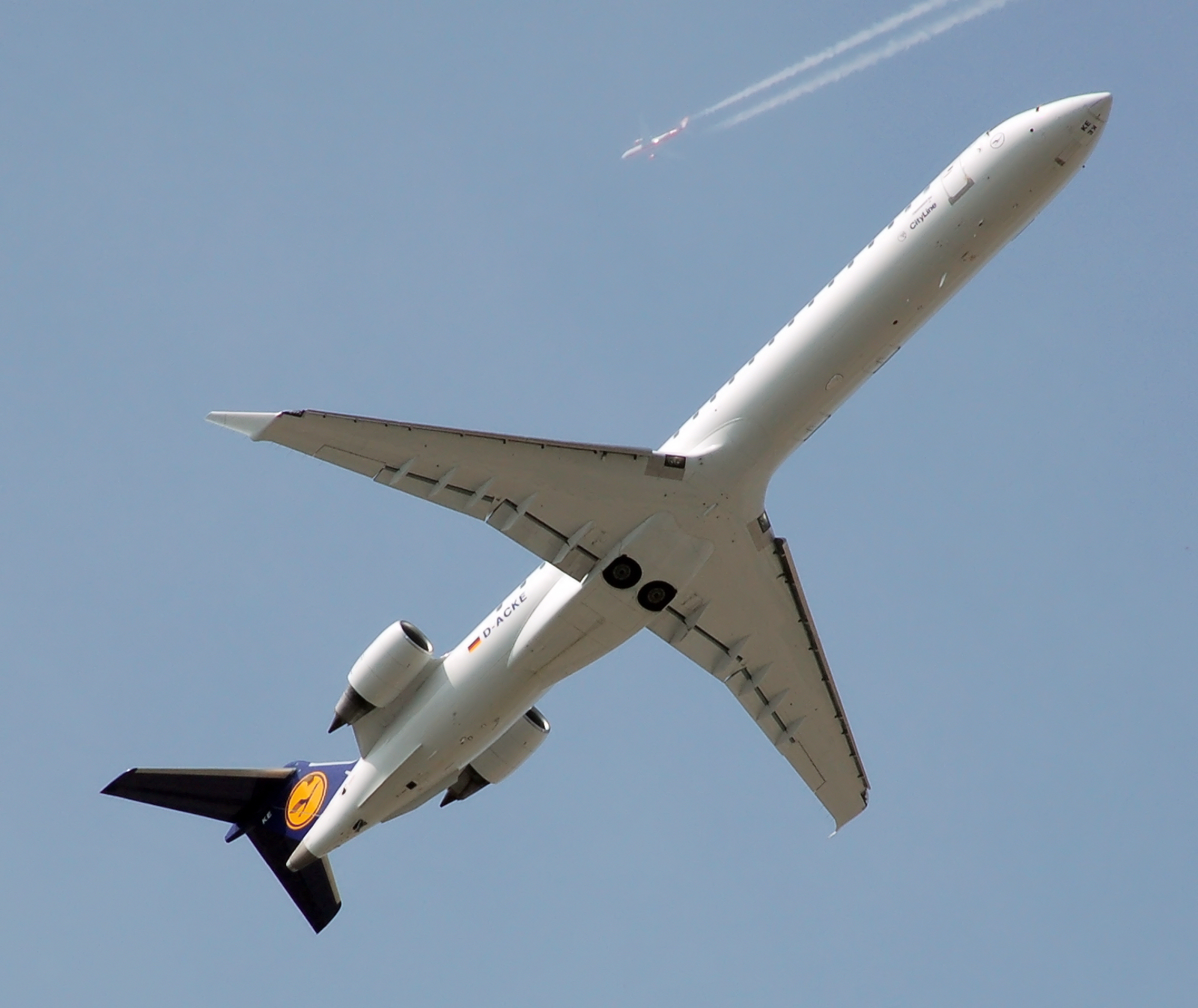
Bombardier CRJ900LR авиакомпании Lufthansa CityLine

CRJ900 является удлинённым вариантом CRJ700 на 76—90 пассажиров. Самолёт оборудован двигателями GE CF34-8C5 тягой 59,4 кН и предкрылками. Максимальная взлётная масса составляет 38,3 тонны. Модификация является дальнейшим развитием серии CRJ200. Система кондиционирования имеет регулировку целевого значения температуры. Салон оснащён системой рециркуляции, сокращающей время прогрева и охлаждения. Двигатели оснащены электронным блоком FADEC. Пол салона понижен на 5 см, что улучшает обзор из иллюминаторов. ВСУ Honeywell RE220 подаёт гораздо больше воздуха на кондиционеры и имеет более высокие пределы по запуску и работе на эшелоне. Увеличен размах крыла, увеличены высота и размах хвостового оперения. В обычных условиях CRJ900 может занимать эшелон на 2000-3000 м выше и поддерживать скорость 830—925 км/ч, что значительно выше, чем у предшественника. Сертификат типа FAA обозначает CRJ900 как CL-600-2D24.

### CRJ1000

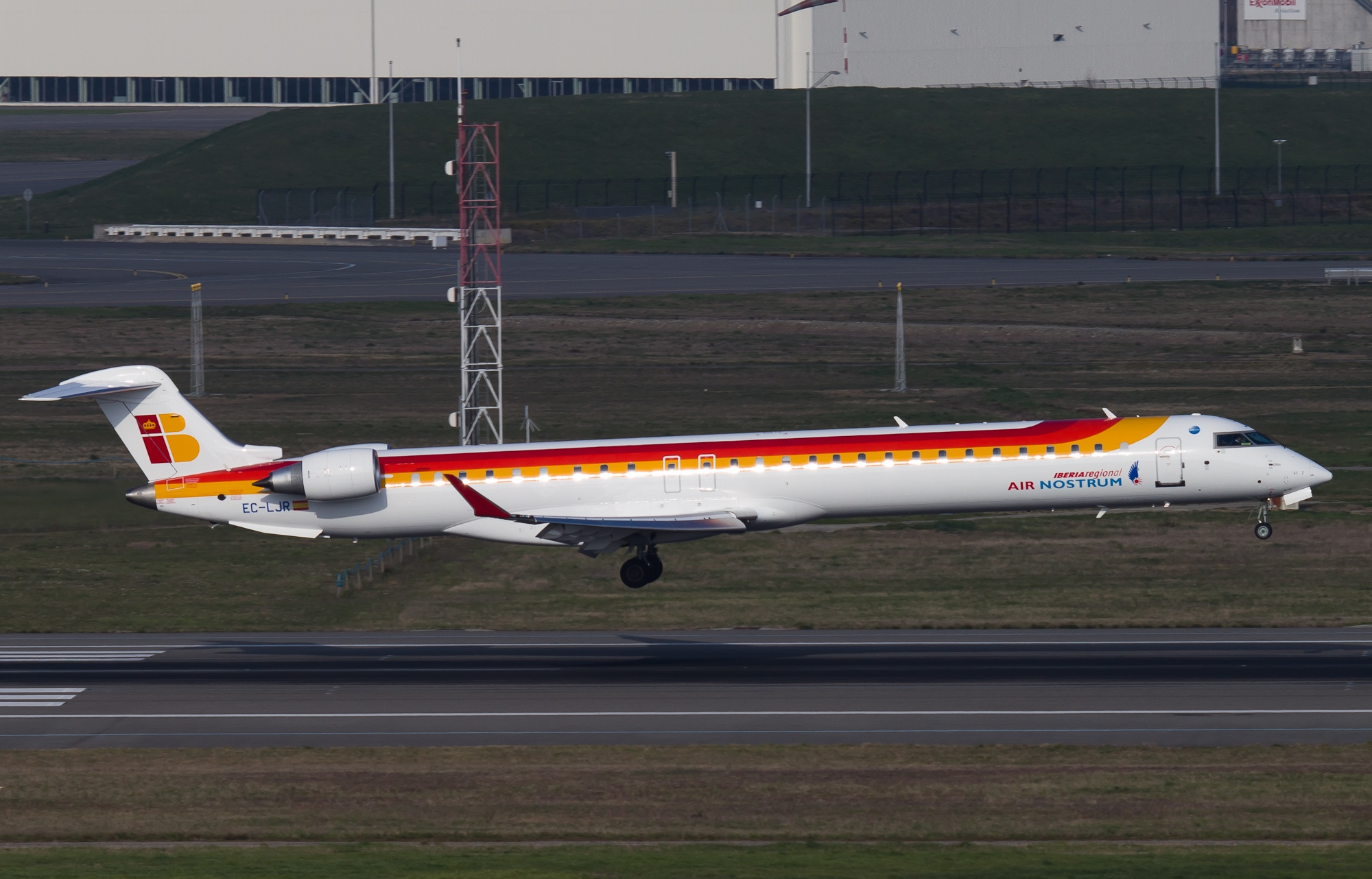
CRJ1000 авиакомпании Air Nostrum

19 февраля 2007 года Bombardier объявила о начале разработки варианта CRJ1000, ранее обозначавшегося как CRJ900X — удлинённой модификации CRJ900 на 100 пассажиров. Bombardier заявило, что технические и экономические показатели новой модели в расчёте на одного пассажира выше, чем у Embraer E-190.

## Заказы и поставки
| Серия   | Заказы | Поставки | Невыполненные заказы |
| ------- | ------ | -------- | -------------------- |
| CRJ700  | 336    | 326      | 10                   |
| CRJ705  | 16     | 16       | 0                    |
| CRJ900  | 391    | 359      | 32                   |
| CRJ1000 | 68     | 40       | 28                   |
| Всего   | 811    | 741      | 70                   |

Данные Bombardier на 30 сентября 2015 г.
На 2017 средние номинальные цены на самолёты CRJ 700 / 900 / 1000 составляют 41,4 / 46,5 / 49,5 млн $ соответственно.

## Модификации
Модификации Bombardier CRJ700 и Bombardier CRJ900:
- Bombardier CRJ500 — проект 50-местного варианта с улучшенным салоном и крылом, основанный на CRJ700/CRJ900, был закрыт в 2001 году.

## Технические характеристики
| Модификация                          | CRJ700                                         | CRJ705                                | CRJ900                                               | CRJ1000                                          |
| ------------------------------------ | ---------------------------------------------- | ------------------------------------- | ---------------------------------------------------- | ------------------------------------------------ |
| Экипаж                               | Два пилота                                     | Два пилота                            | Два пилота                                           | Два пилота                                       |
| Пассажировместимость                 | 78 (1 класс, макс.) 70 (1 класс) 66 (2 класса) | 74 (1 класс) 75 (2 класса)            | 90 (1 класс, макс.) 88 (1 класс) 79 (2 класса) 76 70 | 104 (1 класс, макс.) 100 (1 класс) 93 (2 класса) |
| Длина                                | 32,51 м                                        | 36,40 м                               | 36,40 м                                              | 39,13 м                                          |
| Размах крыла                         | 23,24 м                                        | 24,85 м                               | 24,85 м                                              | 26,18 м                                          |
| Высота                               | 7,57 м                                         | 7,51 м                                | 7,51 м                                               | 7,50 м                                           |
| Площадь крыла                        | 70,61 м²                                       | 70,61 м²                              | 70,61 м²                                             | 77,4 м²                                          |
| Диаметр фюзеляжа                     | 2,7 м                                          | 2,7 м                                 | 2,7 м                                                | 2,7 м                                            |
| Ширина салона                        | 2,57 м                                         | 2,57 м                                | 2,57 м                                               | 2,57 м                                           |
| Высота салона                        | 1,89 м                                         | 1,89 м                                | 1,89 м                                               | 1,89 м                                           |
| Вес пустого                          | 19 731 кг                                      | 21433 кг                              | 21433 кг                                             | 23 179 кг                                        |
| Снаряжённый вес                      | 28 259 кг LR: 28 801 кг                        | 31 751 кг LR: 32 024 кг               | 31 751 кг LR: 32 024 кг                              | 35 154 кг                                        |
| Максимальная взлётная масса          | 32 999 кг ER: 34 019 кг LR: 34 926 кг          | 36 504 кг ER: 37 421 кг LR: 38 330 кг | 36 504 кг ER: 37 421 кг LR: 38 330 кг                | EuroLite: 38 995 кг 40 824 кг ER: 41 640 кг      |
| Полезная нагрузка                    | 8 527 кг LR: 9 070 кг                          | 10 319 кг LR: 10 591 кг               | 10 319 кг LR: 10 591 кг                              | 11 975 кг                                        |
| Объём багажного отсека               | 15,5 м³                                        | 16,8 м³                               | 16,8 м³                                              | 19,4 м³                                          |
| Разбег при макс. МВМ (Норм. условия) | 1564 м ER: 1676 м LR: 1851 м                   | 1778 м ER: 1861 м LR: 1944 м          | 1778 м ER: 1861 м LR: 1944 м                         | EuroLite: 1822 м 1996 м ER: 2079 м               |
| Практический потолок                 | 12 497 м                                       | 12 497 м                              | 12 497 м                                             | 12 497 м                                         |
| Крейсерская скорость                 | 829 км/ч                                       | 829 км/ч                              | 850 км/ч                                             | 827 км/ч                                         |
| Макс. крейсерская скорость           | 876 км/ч                                       | 885 км/ч                              | 881 км/ч                                             | 870 км/ч                                         |
| Макс. дальность                      | 2656 км ER: 3208 км LR: 3708 км                | 3184 км ER: 3635 км LR: 3702 км       | 2500 км ER: 2950 км LR: 3385 км                      | EuroLite: 1683 км 2491 км ER: 2843 км            |
| Макс. запас топлива                  | 8887 кг                                        | 8887 кг                               | 8887 кг                                              | 8822 кг                                          |
| Двигатели (2x)                       | GE CF34-8C5B1                                  | GE CF34-8C5                           | GE CF34-8C5                                          | GE CF34-8C5A1                                    |
| Взлётная тяга (2x)                   | 56,4 кН                                        | 58,4 кН                               | 59,4 кН                                              | 60,6 кН                                          |
| Тяга с системой APR (2x)             | 61,3 кН                                        | 63,4 кН                               | 64,5 кН                                              | 64,5 кН                                          |

Источники: CRJ700, CRJ705, CRJ900, CRJ1000 

Примечание: самолёты CRJ900 авиакомпании Delta Connection вмещают 76 пассажиров и четырёх членов экипажа в 2-классной компоновке.

## Аварии и катастрофы

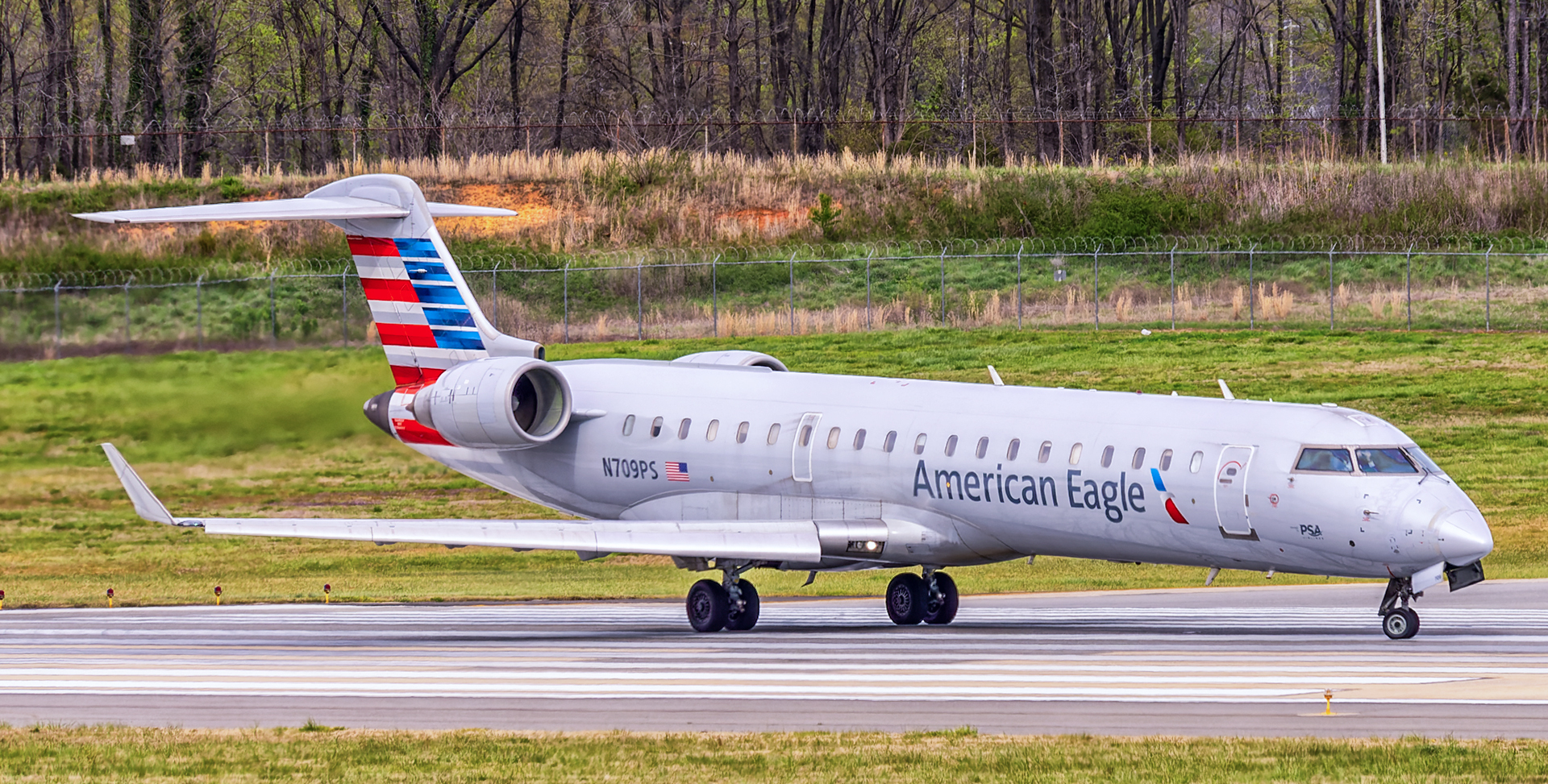
CRJ-700, потерпевший крушение 29 января 2025 года

- CRJ-700, потерпевший крушение 29 января 2025 года1 мая 2018 года CRJ-900LR с бортовым номером N606LR, выполнявший рейс 3413 (Индианаполис — Нью-Йорк) авиакомпании Endeavor Air с 60 пассажирами на борту, столкнулся с Boeing 767-300ER (N172DN), выполнявшим рейс 212 (Ницца — Нью-Йорк) авиакомпании Delta Air Lines, на рулёжной дорожке в международном аэропорту Джона Кеннеди. Boeing 767 получил незначительные повреждения, в то время как CRJ-900 оказался серьёзно повреждён. Оба лайнера были отремонтированы и возвращены в эксплуатацию[26][27].
- 10 сентября 2024 года CRJ-900 (N302PQ), выполнявший рейс 5526 авиакомпании Endeavor Air (работает под брендом Delta Connection) из международного аэропорта Хартсфилд-Джексон в Атланте, штат Джорджия, в региональный аэропорт Лафейетт[англ.] одноимённого города, штат Луизиана, с 59 пассажирами на борту, столкнулся с Airbus A350-900 (N503DN) авиакомпании Delta Air Lines на рулёжной дорожке аэропорта вылета. A350 срезал вертикальный стабилизатор CRJ-900, существенно повредив самолет[28].
- 29 января 2025 года CRJ-701ER (N709PS), следовавший рейсом 5342 авиакомпании American Eagle (Уичито — Вашингтон), столкнулся с вертолётом армии США Sikorsky UH-60 Black Hawk во время захода на посадку в национальный аэропорт имени Рональда Рейгана, в результате чего оба воздушных судна рухнули в реку Потомак. Все 67 пассажиров и членов экипажа на обоих бортах погибли (64 на CRJ-700 и 3 на Black Hawk). Это была первая авиакатастрофа (авиационное происшествие со смертельным исходом), произошедшая с самолётами серии Bombardier CRJ-700[29][30].
- 17 февраля 2025 года Bombardier CRJ900LR Endeavor Air (регистрационный номер N932XJ), выполнявший рейс EDV4819[31] из аэропорта Миннеаполиса, перевернулся при посадке в аэропорту Торонто. Во время инцидента никто не погиб, однако, трое человек получили тяжёлые травмы, 15 пассажирам потребовалась госпитализация[32]. Борт получил серьёзные повреждения и был списан[33].

## Похожие самолёты
Сравнение с конкурентами на рынке региональных ближне- и среднемагистральных самолётов представлено в статье Региональный самолёт.
- Sukhoi Superjet 100
- Airbus A220
- Mitsubishi Regional Jet
- Embraer E-Jet E2
- Comac C909
- Ан-158
- CRJ1000